# Mesorregión Litoral Norte Espírito-Santense
La mesorregión Litoral Norte Espírito-Santense es una de las cuatro  mesorregiones del estado brasileño del  Espírito Santo. Es formada por la unión de quince municipios agrupados en tres  microrregiones.

## Microrregiones
- Linhares
- Montanha
- São Mateus

- Datos: Q2582522